# Estación de Herrera (Adif)
Herrera es un apeadero ferroviario situado en el barrio de Herrera de la ciudad española de San Sebastián.
Forma parte la línea C-1 de la red de Cercanías San Sebastián operada por Renfe. Dispone de una conexión con el Topo de Euskotren, que une Hendaya con Lasarte en su línea de ancho métrico.

## Situación ferroviaria
La estación se encuentra en el punto kilométrico 626,239 de la línea férrea de ancho convencional que une Madrid con Hendaya a 17,23 metros de altitud.

## Historia
La estación fue inaugurada el 18 de octubre de 1863 con la puesta en marcha del tramo Irún-San Sebastián de la línea radial Madrid-Hendaya. Su explotación inicial quedó a cargo de la Compañía de los Caminos de Hierro del Norte de España quien mantuvo su titularidad hasta que en 1941 fue nacionalizada e integrada en la recién creada RENFE. Desde el 31 de diciembre de 2004 Renfe Operadora explota la línea, mientras que Adif es la titular de las instalaciones ferroviarias.  

## Servicios ferroviarios

### Cercanías
Los trenes de cercanías de la Línea C-1 son los únicos que se detienen en la estación. 